# シグマ (レーザー傷検査装置)
シグマ株式会社（英: SIGMA CORPORATION）は、広島県呉市に本社を置く機械器具メーカー。
自動車部品製造を主事業とする。別事業として、穴のあいた製品内面をレーザー光を用いて高速自動外観検査する機器、更に防犯関連装置を製造している。傷検査装置国内シェア70%、世界シェア30%。経済産業省グローバルニッチトップ企業100選。

## 概要
1937年創業、創業地は呉市警固屋通り7丁目（現警固屋3丁目）で、呉海軍工廠へ部品を卸していた。1947年マツダ指定工場となり、2次サプライヤーとして主に小物の精密部品を製造し、売上はマツダ関連に依存していた。
1989年下中利孝が社長に就任すると、マツダ依存から脱却し独自製品を開発・提案する企業になることを目指した。自動車部品に関する開発力を高めていった中で、防犯関連製品を開発し1996年セキュリティ事業部を立ち上げ販売を開始した。またダイセル向けエアバック用インフレータ・イニシエーターの製造を始めるなど事業を広げていった。マツダがバブル崩壊の影響で業績が落ち、マツダ関連からの受注が減少する中でシグマの売上は維持することができた。
1998年頃、特許流通フェアで半導体レーザーを用いた傷検査装置を知る。その出展者である産業技術総合研究所中国センターに円筒形状部品の外面傷検査に使えないか打診し、2000年から共同研究を始め予想以上の成果が出たことから、シリンダーボア内部の傷検査装置として共同開発を始めた。産総研の組織改革の影響もあって一時は実用化開発自体が危ぶまれたがのちに開発は進み、2005年レーザー傷検査装置事業室を立ち上げ販売を開始するも、2008年リーマン・ショックによる不況で全く売れず更にシグマ本業の業績も大きく落ち込んだ。営業周りをすると製品化した検査装置より小口径のものにも需要があることがわかり、更に研究開発を進めた。2010年正式に「穴ライザー」(ANALYZER)シリーズとして商品化した。これが自動車関連メーカー以外の様々な部品メーカーから注文を受けるようになり、シグマは穴内面の傷検査装置販売のニッチトップメーカーとなった。

## 沿革
- 1937年（昭和12年） : 呉市警固屋通り7丁目（現警固屋3丁目）で創業[10]。
- 1947年（昭和22年） : 東洋工業（現マツダ）の指定工場となる[10]。
- 1962年（昭和37年） : 下中工作所として株式会社化[10]。
- 1963年（昭和37年） : 呉市警固屋9丁目3-15に新工場移転[10]。
- 1973年（昭和47年） : 呉市警固屋9丁目2番28号に新工場移転[10]。
- 1982年（昭和57年） : 変速機部品加工用設備を新設[10]。
- 1985年（昭和60年） : 冷間鍛造機（ヘッダー）工場を増設、自動変速機部品のための新鋭切削設備を導入[10]。
- 1988年（昭和63年）
  - 開発工場建設、プラスチック成形設備を導入[10]。
  - 冷間鍛造用金型、樹脂成形金型の内製化を開始[10]。
- 1990年（平成2年） : シグマに社名変更[10]。
- 1996年（平成8年） : セキュリティ事業部新設[10]。
- 1997年（平成9年） : 樹脂成形事業部新設[10]。
- 2001年（平成13年） : 賀茂郡黒瀬町津江に工場増設（樹脂成形事業部移転）[10]。
- 2005年（平成17年） : レーザー傷検査装置事業室開設[10]。
- 2007年（平成19年） : 中国・丹陽市に希格瑪精密機械（江蘇）有限公司設立[10]。
- 2013年（平成25年） : インド・チェンナイ市にSIGMA FORGING ＆ FORMING PVT.,LTD設立[10]。
- 2017年（平成29年） : LIS事業所がカンパニー制となる[10]。

## 事務所
部品事業
- 本社工場 : 広島県呉市警固屋
- 黒瀬工場 : 広島県東広島市黒瀬町

セキュリティ事業
- 西日本事業所・S-Lab : 広島県呉市焼山
- 東京営業本部 : 東京都新宿区西新宿

 中国工場
- 希格瑪精密機械（江蘇）有限公司

 インド工場
- SIGMA FORGING ＆ FORMING PVT.,LTD

## 子会社
- ANALYZER

## 参考資料
- 菊池航「中小自動車部品サプライヤーの成長戦略 : シグマ株式会社の企業成長とエアバッグ市場」『立教経済学研究』第69巻第1号、立教大学経済学研究会、2015年7月、103 - 121頁、doi:10.14992/00011543、2023年5月23日閲覧。
- 岡田三郎、中村修、江崎泰史「機械部品の加工穴内壁面傷のレーザ検査装置の開発・商品化」『Synthesiology』第11巻第3号、産業技術総合研究所、2018年、137-147頁、doi:10.5571/synth.11.3_137、2023年5月23日閲覧。